# Sharry Konopski
Sharry Konopski (nacida el 2 de diciembre de 1967 en Longview (Washington) - 25 de agosto de 2017) fue una modelo y actriz estadounidense. Fue escogida  Playmate del Mes para la revista Playboy en agosto de 1987 y ha aparecido en numerosos vídeos de Playboy.  Posó desnuda otra vez para Playboy en el número de marzo de 1997. El 1 de abril de 1995, cuando conducía a casa desde el trabajo, tres ciervos corrieron a la carretera causando que se saliese de la carretera con su Mustang. Los daños espinales que sufrió la dejaron paralizada de cintura hacia abajo.